# Bān-e Vīzeh
Bān-e Vīzeh (persiska: بان ويزِه, بُن وَز, باندوزِه) är en ort i Iran.   Den ligger i provinsen Ilam, i den västra delen av landet, 500 km väster om huvudstaden Teheran. Bān-e Vīzeh ligger 694 meter över havet och antalet invånare är 201.
Terrängen runt Bān-e Vīzeh är huvudsakligen kuperad. Bān-e Vīzeh ligger nere i en dal.Runt Bān-e Vīzeh är det glesbefolkat, med 15 invånare per kvadratkilometer. Närmaste större samhälle är Chavār, 12,2 km nordost om Bān-e Vīzeh. Omgivningarna runt Bān-e Vīzeh är i huvudsak ett öppet busklandskap.